# Dmitrijs Klimaševičs
Dmitrijs Klimaševičs (16 aprile 1995) è un ex calciatore lettone, di ruolo difensore.